# Dávid Molnár (Volleyballspieler)
Dávid Molnár (* 22. November 1984 in Kaposvár) ist ein ungarischer Volleyballspieler. Er bestritt insgesamt 72 Junioren- und 87 A-Länderspiele für Ungarn.

## Karriere
Dávid Molnár ist in Kaposvár, dem Hauptort des Komitats Somogy in Ungarn, geboren. Er spielte seit der Grundschule für Kométa Kaposvár. Bereits mit 14 Jahren wurde er im Erstligateam der Kaposvárer eingesetzt. Mit Kométa wurde Molnár sieben Mal ungarischer Meister und Pokalsieger. In der Saison 2009/10 wechselte er zum deutschen Bundesligisten TV Bühl. Dort übernahm Molnár bis 2016 die zentrale Rolle des Liberos. Anschließend wurde er Team-Manager und Co-Trainer der Bühler Bundesligamannschaft.